# 杰莫尼奥
杰莫尼奥（義大利語：Gemonio），是意大利瓦雷泽省的一个市镇。总面积3平方公里，人口2869人，人口密度956.3人/平方公里（2009年）。国家统计（ISTAT）代码为012074。